# آرنرات
آرنرات (به آلمانی: Arenrath) یک شهر در آلمان است که در برنکاستل-ویتلیش واقع شده‌است. آرنرات ۳۸۰ نفر جمعیت دارد.